# س. زد. غيست
س. زد. غيست (بالإنجليزية: C. Z. Guest)‏ هي نجمة اجتماعية وصحفية أمريكية، ولدت في 19 فبراير 1920 في بوسطن في الولايات المتحدة، وتوفيت في 8 نوفمبر 2003 في بروكفيل في الولايات المتحدة.